# 新经典文化
新经典文化股份有限公司（Thinkingdom Media Group Ltd.，上交所：603096），是中国大陆的一家图书发行公司，成立于2002年7月。

## 沿革
- 2002年7月成立。
- 2002年9月，发行第一部作品《菊花香》[1]，之后以大量代理国外文学作品为特色。
- 2007年8月，与北京出版集团共同出资，依托北京十月文艺出版社的名号成立北京十月文化传媒有限公司[2]。
- 2008年5月，收购北京读书人文化艺术有限公司。
- 2011年，成立子公司天津全本文化传播有限公司。
- 2013年7月，获得红杉资本1.5亿元人民币投资[3]。
- 2014年3月18日，与讲谈社（北京）文化有限公司共同出资，成立合资公司北京飓风社文化有限公司，主营讲谈社绘本和其他出版物的引进[4]。
- 2017年4月25日，公司股份在上海证券交易所上市交易。

## 出版品

### 新经典文库
代理外国作品为主的书系，亦是新经典文化主要书系。合作出版社包括南海出版公司、北京十月文艺出版社、天津人民出版社。

#### 作家
加西亚·马尔克斯、V.S.奈保尔、若泽·萨拉马戈、托妮·莫里森、川端康成、巴勃罗·聂鲁达、艾丽丝·门罗等多位诺贝尔文学奖得主，以及村上春树、东野圭吾、保罗·柯艾略、A.S.拜厄特、乔纳森·弗兰岑、张爱玲、三毛、王小波、余华、阎连科、王安忆、麦家、安妮宝贝（庆山）、张小娴等中外作家作品。

#### 小说
- 《窗边的小豆豆》（黑柳彻子，日本）
- 《德川家康》（山冈庄八，日本）
- 《1Q84》（村上春树，日本）
- 《百年孤独》（加夫列尔·加西亚·马尔克斯，哥伦比亚）
- 《小团圆》（张爱玲）
- 《如果高中棒球队女子经理读了彼得·德鲁克》（岩崎夏海，日本）
- 《宿命》（东野圭吾，日本）
- 《我杀了他》（东野圭吾，日本）
- 《放学后》（东野圭吾，日本）
- 《解忧杂货店》（东野圭吾，日本）
- 《黎明破晓的街道》（东野圭吾，日本）
- 《天空之蜂》（东野圭吾，日本）
- 《使命与魂的尽头》（东野圭吾，日本）
- 《天使之耳》（东野圭吾，日本）

#### 经济学书籍
- 《谁动了我的奶酪》（斯宾塞·约翰逊，美国）
- 《富爸爸，穷爸爸》（罗伯特·清崎／莎朗·L·莱希特，美国）

#### 轻小说
- 《彩云国物语》（雪乃纱衣著，由罗海里绘，日本）
- 《妙龄吸血鬼》（赤川次郎著，日本）
- 《罗德斯岛战记》（水野良著，出渊裕（日语：出渕裕）绘，日本）
- 《银河英雄传说》（田中芳树著，道原克巳绘，日本）
- 《狼与香辛料》（支仓冻砂著，文仓十绘，日本）

#### 漫画
- 《梦的化石 今敏全短篇》（今敏著，日本）
- 《Sunny星之子》（松本大洋著，日本） ※青马文化合作
- 《小森林》（五十岚大介著，日本）
- 《满是虚空之物》（阿伏伽德六（日语：アボガド6）著，日本）※青马文化合作
- 《SHOOT!3048）（尹川著，中国）
- 《黑睡莲（法语：Nymphéas noirs）》（米歇尔•普西（法语：Michel Bussi）原作，弗雷德里克•杜瓦尔（法语：Fred Duval）改编，迪迪埃•卡塞格兰（法语：Didier Cassegrain）绘，法国） ※青马文化合作
- 《藏狐砂冈先生》（Q桑著，日本）
- 《踏浪》（A.J.敦戈（英语：AJ Dungo）著，美国）※青马文化合作
- 《别对映像研出手！》（大童澄瞳著，日本）
- 《萤窗异草》（galo著，中国）
- 《如果梦想故障了》（埃德蒙·波顿（法语：Edmond Baudoin），法国）
- 《罗浮宫的猫》（松本大洋著，日本） ※青马文化合作
- 《当尘埃落尽（法语：Paul à Québec）》（米歇尔·拉巴利亚蒂（法语：Michel Rabagliati）著，加拿大）
- 《牧羊少年奇幻之旅》（造梦九局绘，保罗·柯艾略原作，中国）
- 《12色物语》（坂口尚著，日本）※青马文化合作
- 《不必为我歌唱（法语：Paul à la maison）》（米歇尔·拉巴利亚蒂（法语：Michel Rabagliati）著，加拿大）
- 《翻面的黑猫》（高野文子著，日本）
- 《鸟山明〇作剧场》（鸟山明著，日本）
- 《LEVEL E》（富坚义博著，日本）
- 《乐与路》（浅野一二O著，日本）
- 《跳动少年》（莫莉·门多萨著，美国）
- 《虫与歌》（市川春子著，日本）
- 《为了哆啦A梦：藤子·F.不二雄的漫画技法》（藤子·F.不二雄著，日本）
- 《海街日记》（吉田秋生著，日本）
- 《女校之星》（和山山著，日本）
- 《写写画画》（东村明子著，日本）
- 《东京平常日》（松本大洋著，日本） ※青马文化合作
- 《为你着迷》（和山山著，日本）
- 《奥林匹斯传说（英语：Lore Olympus）》（蕾切尔·斯迈思著，新西兰）
- 《去唱卡拉OK吧！》（和山山著，日本）
- 《如果我消失了》（米莱恩·马莱（法语：Mirion Malle）著，法国）
- 《在我的开放式工位》（雅姆著，法国）
- 《青春方程式》（安达充著，日本）
- 《照明商店》（姜草著，韩国）
- 《去恰饭吧》（和山山著，日本）2025年出版预定[6]
- 《岸边露伴一动不动》（荒木飞吕彦著，日本）2025年出版预定[7][6]
- 《我很正常》（宫崎夏次系（日语：宮崎夏次系）著，日本）2025年出版预定[7][6]
- 《空白区》（熊本仓著，日本）2025年出版预定[7][6]
- 《北极百货店（日语：北極百貨店のコンシェルジュさん）》（西村培（日语：西村ツチカ）著，日本）2025年出版预定[7][6]
- 《若水沿流，落入海》（田岛列岛著，日本）2025年出版预定[7][6]
- 《保罗钓鱼（法语：Paul à la pêche）（暂译）》（米歇尔·拉巴利亚蒂（法语：Michel Rabagliati）著，加拿大）2025年出版预定[7][6]
- 《使女的故事》（玛格丽特•阿特伍德原作，蕾妮•诺特绘，加拿大）2025年出版预定[6]
- 《梦醒之子语迷离》（宫崎夏次系（日语：宮崎夏次系）著，日本）出版预定[7]
- 《正面还是反面（法语：Goupil ou face）》（露·吕碧（法语：Lou Lubie）著，法国）出版预定[7]
- 《棕色的世界》（格林·狄龙（英语：Glyn Dillon）著，英国）出版预定[7]
- 《北极百货店的接待员》（西村培著，日本）出版预定
- 《一周的朋友》（叶月抹茶著，日本）出版预定

## 主要合作出版社
- 南海出版公司
- 北京十月文艺出版社
- 新星出版社
- 海豚出版社

## 关联企业
- 新经典发行有限公司 - 全资子公司，位于北京。具有全国总发行资质，负责新经典文化策划作品的实际发行工作。
- 新經典文化（香港）有限公司（Thinkingdom Media (Hong Kong) Limited）
- 北京飓风社文化有限公司 - 与讲谈社（北京）文化有限公司的合资公司。主要负责讲谈社绘本和其他出版物的引进。

### 关于“台湾分公司”
台湾也有一家图书出版公司以“新经典文化”的名义进行活动（该公司注册名为“新經典圖文傳播有限公司”），曾长期被大众认为是大陆新经典文化的子公司，而于2013年12月遭中华民国文化部调查资金来源。2013年12月23日，民主進步黨立法委員鄭麗君在立法院指控，「眾所皆知」中資進入台灣出版業，作家張大春之妻葉美瑤開設的台湾新经典文化其實就是大陆新经典文化的台灣分公司；同日，葉美瑤駁斥，她是台湾新经典文化的唯一負責人，台湾新经典文化沒有任何中資，不但從未出版任何有關大陸新經典文化的書籍，反而大膽出版中國大陸異議人士韓寒的敏感图書（如《敏感词》），「如果有中資，可能讓我這麼做嗎」。葉美瑤表示，台湾新经典文化创业初期的确想和大陆新经典文化合作，因此将公司名称命名为“新经典文化”；惟之后因与台湾的相关政策（禁止大陆资金进入出版业）相悖而取消合作计划，现在为台湾独资企业。同月24日，張大春公開否認鄭麗君說詞，並說大家不需要跟著「不用功、又懶惰、沒有常識的政客（鄭麗君）」起舞；鄭麗君無回應。但新頭殼指出，在新頭殼報導大陆新經典與台灣新經典的關係之後，大陆新经典立刻緊急修改了官方网站上的资料，刪除对台灣分公司的介紹。

## 出版问题和争议

### 全本文化出版违约事件
2014年8月5日，部分翻译与设计师以合作者身份，于新浪微博和豆瓣网上发表公开声明，指责新经典文化及旗下天津全本文化传播有限公司违反出版合同，长期拖延和中断其参与的出版计划，导致其权益受损；全本文化则回应称事件起因为公司内部人事变动，之后有与受影响的合作者进行沟通。合作者进一步回应，表示事件经过与全本文化所称不符，指责新经典方面为利益单方面违约，并称将继续举证。9月22日，合作者一方发表微博，称全本文化已经注销公司。

## 相关项目
- 中国大陆代理轻小说列表